# Жермен Тайфер

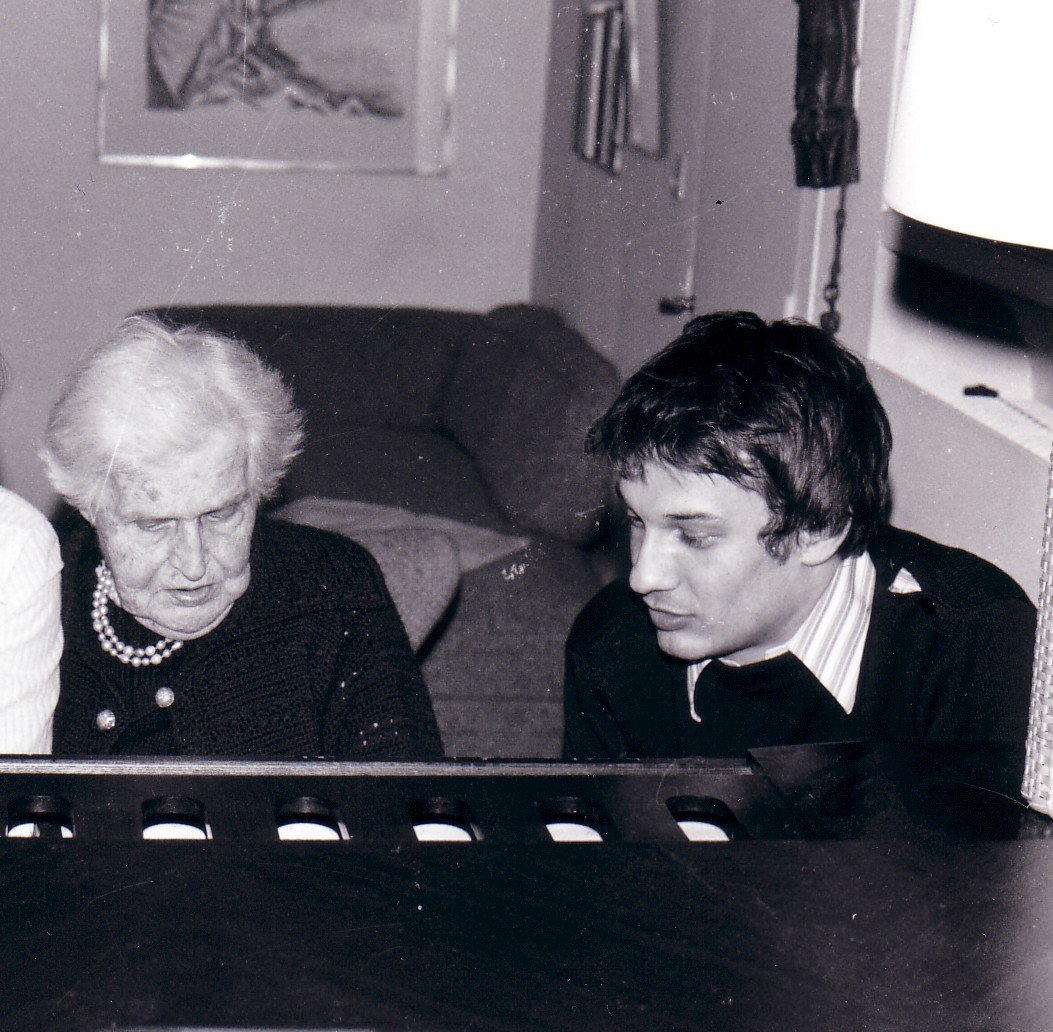
Жермен Тайфер (ліворуч) і вокаліст Маріо Хакард

Жермен Тайфер (фр. Germaine Tailleferre, 19 квітня 1892, Сен-Мор-де-Фоссе — 7 листопада 1983, Париж) — французька композиторка.

## Біографія
Отримала освіту в Паризькій консерваторії. Там познайомилась з Даріусом Мійо та іншими композиторами, що об'єдналися у творчий гурток, відомий як «Французька шістка». В часи другої світової війни втекла у США, де прожила до 1946 року, після чого повернулась на батьківщину.
Жермен Тефер є автором опери «Амбітний красень» (фр. Le bel ambitieux), трьох камерних опер, 3 балетів, концерту для двох гітар з оркестром та інших творів.